# خورشیدگرفتگی ۲۶ فوریه ۲۰۱۷
خورشیدگرفتگی ۵۶ فوریه ۲۰۱۷ (به انگلیسی: Solar eclipse of February 26, 2017) یک خورشیدگرفتگی از نوع خورشیدگرفتگی حلقه‌ای است. این خورشیدگرفتگی در تاریخ ۲۶ فوریه ۲۰۱۷ میلادی (‎۸ اسفند ۱۳۹۵ خورشیدی) روی داد که زمان اوج آن، ساعت ۱۴:۵۴:۳۳ به‌وقت ساعت هماهنگ جهانی است. مدت زمان و طول این خورشیدگرفتگی ۰ دقیقه و ۴۴ ثانیه بود.